# Ice-T
Ајс Ти (енгл. Ice-T; Њуарк, 16. фебруар 1958) је амерички филмски и телевизијски глумац и репер. Најпознатији је по улози Фина Тутуоле у серији Ред и закон: Одељење за специјалне жртве.